# Transparenzgesetz
Das Transparenzgesetz ist ein deutsches Bundesgesetz, das Betreiber einer Anlage zur Spaltung von Kernbrennstoffen zur gewerblichen Erzeugung von Elektrizität verpflichtet, dem Bundesamt für Wirtschaft und Ausfuhrkontrolle jährlich eine detaillierte Aufstellung der in der Bilanz gebildeten Rückstellungen für die Stilllegung und den Abbau ihrer Anlagen (§ 2), ihren Haftungskreis darzustellen (d. h. sämtliche Gesellschaften aufzuzählen, die für die kerntechnischen Rückbauverpflichtungen haften, § 3) und einen Bericht im Hinblick auf die Rückbauverpflichtungen auf ihrer Webseite zu veröffentlichen (§ 4).
Mit den Auskunftspflichten und Transparenzanforderungen soll die Sicherung der Finanzierung auch für jene Aufgaben, die in der Finanzierungsverantwortung der Betreiber bleiben, gewährleistet werden. Die Transparenzanforderungen werden durch ein korrespondierendes behördliches Auskunftsrecht flankiert, welches die Betreiber einerseits zur ausreichenden Vorsorge anhalten und dem Bund und den zuständigen Finanzämtern Klarheit über die der Rückstellungsbildung zugrunde liegende Kostenschätzung verschaffen soll.
Die Bundesregierung legt dem Deutschen Bundestag zum 30. November eines jeden Jahres einen Bericht vor. Der Bericht enthält unter Abwägung des parlamentarischen und öffentlichen Informationsinteresses mit den Rechten der Betreiber eine zusammenfassende Bewertung der nach § 1 im jeweiligen Jahr erlangten Informationen (§ 7). Der neueste Bericht ist auf der Internetseite des BAFA veröffentlicht. Die Prüfung des BAFA mit den Unterlagen für 2022 hat zu keinen Beanstandungen geführt.

## Abschluss der Rückbauarbeiten
| Standort        | Prognose |
| --------------- | -------- |
| Biblis          | 2030er   |
| Brokdorf        | 2039     |
| Brunsbüttel     | 2037     |
| Emsland         | 2030er   |
| Grafenrheinfeld | 2035     |
| Grohnde         | 2039     |
| Gundremmingen   | 2040er   |
| Isar            | 2038     |
| Krümmel         | 2040     |
| Lingen          | 2030er   |
| Mülheim-Kärlich | 2030er   |
| Neckarwestheim  | 2040er   |
| Obrigheim       | 2020er   |
| Philippsburg    | 2030er   |
| Stade           | 2027     |
| Unterweser      | 2034     |
| Würgassen       | 2030     |